# Cantone di Brétigny-sur-Orge
Il Cantone di Brétigny-sur-Orge è una divisione amministrativa dell'arrondissement di Palaiseau.
A seguito della riforma approvata con decreto del 24 febbraio 2014, che ha avuto attuazione dopo le elezioni dipartimentali del 2015, è passato da 5 a 6 comuni.

## Composizione
I 5 comuni facenti parte prima della riforma del 2014 erano:
- Brétigny-sur-Orge
- Leudeville
- Marolles-en-Hurepoix
- Le Plessis-Pâté
- Saint-Vrain

Dal 2015 i comuni appartenenti al cantone sono i seguenti 6:
- Brétigny-sur-Orge
- Leudeville
- Longpont-sur-Orge
- Marolles-en-Hurepoix
- Saint-Michel-sur-Orge
- Saint-Vrain